# Gotzon Martín
Pour les articles homonymes, voir Martín.
Martín  Sanz est un nom espagnol. Le premier nom de famille, en général paternel, est Martín ; le second, en général maternel, souvent omis, est Sanz.
Gotzon Martín Sanz, né le 15 février 1996 à Orozko, est un coureur cycliste espagnol. Il est membre de l'équipe Euskaltel-Euskadi.

## Biographie

### Carrière amateur
Gotzon Martín est originaire d'Orozko, une commune de Biscaye dans la communauté autonome du Pays basque. Il commence le cyclisme dès son plus jeune âge, d'abord par le VTT,. Il participe ensuite à ses premières compétitions sur route au sein de la Société cycliste d'Ugao,.
En 2014, il devient champion du Pays basque de cyclo-cross chez les juniors (moins de 19 ans). Il représente l'Espagne dans cette discipline au championnat du monde, où il se classe 31e. Il participe également au championnat du monde sur route de Ponferrada, où il termine 57e. En 2015, il intègre la Fundación Euskadi-EDP pour ses débuts espoirs (moins de 23 ans). Bon grimpeur, il s'illustre dans des courses du calendrier basque et de la Coupe d'Espagne amateurs. 

### Carrière professionnelle
Il passe finalement professionnel en 2018, lorsque la Fundación Euskadi crée sa propre équipe continentale. Durant sa première saison, il obtient son meilleur résultat au mois de juillet en terminant troisième d'une étape du Grande Prémio de Portugal Nacional 2. En juin 2019, il s'impose sur le Grand Prix Abimota, une course par étapes du calendrier national portugais.
Lors de l'année 2020, il finit meilleur meilleur grimpeur du Tour de Burgos, cinquième du Tour des Apennins ou encore douzième de la Classique d'Ordizia. En 2021, il se classe notamment cinquième du Mémorial Marco Pantani, sixième de la CRO Race, huitième du Tour de Murcie et onzième du Tour de Toscane. Au mois de septembre, il est sélectionné par son équipe pour disputer le Tour d'Espagne, son premier grand tour.

## Palmarès et résultats

### Palmarès sur route
- 2012
  - 2e du championnat de Biscaye cadets
- 2016
  - Torneo Lehendakari
  - 2e de la Lazkaoko Proba
  - 3e de l'Ereñoko Udala Sari Nagusia
  - 3e du Trophée Eusebio Vélez
- 2017
  - Circuit d'Escalante
- 2019
  - Classement général du Grand Prix Abimota

### Résultats sur les grands tours

#### Tour d'Espagne
3 participations
- 2021 : 37e
- 2022 : 76e
- 2024 : 51e

### Classements mondiaux
| Année                                 | 2018  | 2019  | 2020 | 2021 | 2022 | 2023 | 2024 |
| ------------------------------------- | ----- | ----- | ---- | ---- | ---- | ---- | ---- |
| Classement mondial                    | 1949e | 2429e | 505e | 339e | 729e | 461e | 721e |
| UCI Europe Tour                       | 1299e | 1556e | 415e | 287e | 556e | nc   | nc   |
|                                       |       |       |      |      |      |      |      |
| Légende : nc = non classéSource : UCI |       |       |      |      |      |      |      |

### Palmarès en cyclo-cross
- 2011-2012
  - 2e du championnat du Pays basque de cyclo-cross cadets
- 2012-2013
  - 3e du championnat du Pays basque de cyclo-cross juniors
- 2013-2014
  - Champion du Pays basque de cyclo-cross juniors
  - XXXVII Ziklo Kross Igorre juniors, Igorre
- 2014-2015
  - Champion du Pays basque de cyclo-cross espoirs